# Премено
Премено (итал. Premeno) је насеље у Италији у округу Вербано-Кузио-Осола, региону Пијемонт.
Према процени из 2011. у насељу је живело 466 становника. Насеље се налази на надморској висини од 839 м.

## Становништво
Према резултатима пописа становништва 2011. у општини је живело 746 становника.
| 1931. | 1936. | 1951. | 1961. | 1971. | 1981. | 1991. | 2001. | 2011. |
| ----- | ----- | ----- | ----- | ----- | ----- | ----- | ----- | ----- |
| 784   | 791   | 769   | 798   | 789   | 775   | 741   | 769   | 746   |